# اچ‌ام‌اس هازارد (۱۷۹۴)
اچ‌ام‌اس هازارد (۱۷۹۴) (به انگلیسی: HMS Hazard (1794)) یک کشتی است. این کشتی در سال ۱۷۹۴ ساخته شد.